# Harald Schumacher
Harald Anton Schumacher (* 6. březen 1954, Düren) je bývalý německý fotbalový brankář. S reprezentací někdejší Německé spolkové republiky vyhrál roku 1980 mistrovství Evropy a získal dvě stříbrné medaile z mistrovství světa - ze Španělska 82 i Mexika 86. Krom toho hrál i na mistrovství Evropy roku 1984. Celkem za národní tým odehrál 76 zápasů. S 1. FC Köln se stal mistrem Německa (1978) a třikrát vyhrál německý pohár (1977, 1978, 1983). Mistrovský titul získal i během svého působení ve Fenerbahce Istanbul (1989). V letech 1984 a 1986 byl vyhlášen nejlepším fotbalistou Německa.

## Incident na MS 1982
Schumacher je znám i kvůli situaci z Mistrovství světa 1982 ve Španělsku. V semifinále proti Francii (3:3 po prodloužení, v penaltovém rozstřelu vyhráli Němci 5:4) dostal ve druhém poločase za stavu 1:1 dlouhou přihrávku vzduchem od Michela Platiniho francouzský obránce Patrick Battiston a běžel sám na něj. Schumacher proti němu vyběhl, Battistonovi se podařilo vystřelit mimo bránu. Schumacher vyskočil do vzduchu nohou napřed a v plné rychlosti trefil Battistona. Ten byl vážně zraněn, měl vyražené dva zuby, zlomená tři žebra a pochroumaný krční obratel. Nizozemský rozhodčí Charles Corver Schumachera nevyloučil, dokonce ani neodpískal faul. Schumacher se nestaral o stav zraněného protihráče a po utkání v rozhovoru netaktně prohlásil, že mu zaplatí zubaře. Michel Platini uvedl, že si myslel, že Battiston je mrtvý, protože neměl puls a byl bledý. Battiston se ze zranění zotavil, Schumacher se mu omluvil až dodatečně. Ve Francii se stal ihned nejnenáviděnějším mužem.